# KZ Весов
KZ Весов (лат. KZ Librae) — двойная затменная переменная звезда типа Алголя (EA) в созвездии Весов на расстоянии приблизительно 1163 световых лет (около 356 парсеков) от Солнца. Видимая звёздная величина звезды — от +13,1m до +11,14m. Орбитальный период — около 1,2388 суток.

## Характеристики
Первый компонент — жёлтая звезда спектрального класса G. Эффективная температура — около 5929 К.